# 蔣嘉琦
蔣嘉琦（英語：Kei Chiong Ka Kei；1992年12月10日—），有「蔣小妹」、「嘉琦BB」之稱，是前香港賽馬會所屬見習女騎師，曾跟隨練馬師呂健威學藝，是香港賽馬史上贏馬最多的香港本地女騎師。2018年1月8日，蔣嘉琦在個人社交網站宣佈因健康問題，經詳細考慮本身事業發展及日後計劃後，決定退出騎師行列。現為職業馬販，從事馬匹貿易和管理。

## 簡歷
蔣嘉琦自小與家人居於新界葵青區，家中有一位胞姊。 16歲中學畢業後，適逢香港賽馬會招募見習騎師，於是她決定報名入行。蔣嘉琦於2009年9月加入香港賽馬會見習騎師學校，其後往紐西蘭實習，並以見習騎師身份於當地上陣545次，勝出了44場頭馬。2015年8月10日，她返港後跟隨練馬師呂健威馬房學藝，其間亦得到前南非冠軍騎師、現任香港賽馬會見習騎師學校顧問高雅志指導。 2015－2016年度馬季，蔣嘉琦獲香港賽馬會發出見習騎師牌照，令她成為繼江碧蕙、鍾麗芳、簡慧榆及余詠詩後，歷來第五位取得香港賽馬會發出見習騎師牌照的女騎師。她亦是自2000年後，首位再度在港上陣的女騎師。不過，蔣嘉琦獲發牌初時只可於沙田馬場賽事上陣，直至2016年3月9日獲得香港賽馬會管理層批准後，才正式於跑馬地馬場賽事上陣。

## 騎師職業生涯

### 2015/2016年度馬季
2015年9月6日，蔣嘉琦首次以見習騎師身份於沙田馬場上陣，正式展開於香港的策騎事業。蔣嘉琦於當日獲安排策騎「尊皇速龍」、「會心微笑」、「卡加動力」及「君子協定」四匹座騎，雖然她在首次上陣並未取得任何頭馬勝仗，但仍憑著策騎「會心微笑」取得一席第二名位置的成績。
2015年10月10日，蔣嘉琦於沙田馬場第四場賽事憑策騎徐雨石馬房、蒙德揚名下的座騎「頌友」，取得在港的首場頭馬勝仗。
2015年12月13日，蔣嘉琦於沙田馬場第三場賽事策騎葉楚航馬房賽駒「君子協定」期間，跑至終點前約三十米處不慎墮馬，導致她的右手無名指及尾指骨折，令她需養傷至2016年2月21日才能復出。
2016年2月28日，蔣嘉琦於沙田馬場第一場賽事憑策騎其師傅呂健威馬房的座騎「執子之手」取勝而回，師徒合作下首度凱旋而歸。
2016年3月6日，蔣嘉琦於沙田馬場憑策騎沈集成馬房的座騎「幸運年年」，贏得在港上陣以來首項盃賽錦標。
2016年3月16日，蔣嘉琦於跑馬地馬場憑策騎高伯新馬房的座騎「誠信寶駒」，贏得她在谷草的首場頭馬勝仗，同時亦捧走港交所盃。
2016年3月23日，蔣嘉琦於跑馬地馬場分別憑策騎「滿貫豐采」及「威威寶貝」取勝，令她在港出賽以來首次「起孖」。
2016年4月10日，蔣嘉琦於沙田馬場先後憑策騎文家良馬房的「好友心」、苗禮德馬房的「至尊飛星」、「快寶駒」及告達理馬房的「閃電王」取勝，令她成為香港職業賽馬史上首位單日四捷的女騎師，當中勝出「至尊飛星」一仗更為練馬師苗禮德帶來在港從練以來的第五百場頭馬勝仗。美中不足的是，蔣嘉琦於第十場賽事策騎「勁嘉輝」，力拚下結果僅以短馬頭位之差屈居亞軍，惜未能再下一城，連一直在分數上領前的騎師王最終亦被莫雷拉反勝，遺憾暫未能在港首度封騎師王。然而，蔣嘉琦創造歷史紀錄的消息得到澳洲和日本賽馬新聞報導，而她出色的表現同時亦獲得其偶像潘頓在社交網站中大讚。
2016年4月27日，蔣嘉琦於跑馬地馬場分別憑策騎「旅遊多寶」及「牛魔王」取勝，加上「君子協定」及「大寶藏」跑入第二位，最終她全晚取得了36分，以四分力壓莫雷拉，首度封騎師王。
2016年5月1日，蔣嘉琦於沙田馬場第五場賽事憑策騎告東尼馬房的坐騎「萬事盛」，取得季內第二十場頭馬勝仗，日後所獲減磅調低至七磅。此外，這場頭馬勝仗亦令她打破余詠詩於2000年累積十九場頭馬的紀錄，成為在港贏馬最多的女騎師。
2016年5月29日，蔣嘉琦於沙田馬場第七場賽事憑策騎苗禮德馬房的「快寶駒」取勝，座騎在她胯下取得季內三連勝佳績之餘，亦令她再度創造歷史，成為首位以見習生身份連績在11次賽事皆有頭馬進帳的騎師。
2016年6月19日，蔣嘉琦於沙田馬場分別策騎徐雨石馬房的「神舟小子」及苗禮德馬房的「人強馬勁」，出戰兩項本地三級賽精英盃和精英碟，這是她首度在港出戰分級賽，亦是首次在不獲減磅下出戰。
2015-2016年度馬季，蔣嘉琦取得37場頭馬勝仗，成功壓倒師兄梁家俊及楊明綸，成為季內成績最佳的本地騎師，獲得由香港賽馬會頒發今季新設的「告東尼獎」殊榮。當蔣嘉琦出場獲頒「告東尼獎」時，全場觀眾均向她報以熱烈的掌聲和歡呼聲。同時，蔣嘉琦在馬迷一人一票的「最受歡迎騎師」選舉中，憑39.7%的得票率，擊敗兩屆香港冠軍騎師莫雷拉，成為首位以華人見習騎師身份，榮膺「最受歡迎騎師」殊榮。季後，蔣嘉琦到澳洲實習，並在7月23日首次在萬富圍馬場上陣，當天她獲安排五匹坐騎上陣，雖然最終未能贏得任何頭馬，但她仍在第四場憑策騎 Never Be Discreet跑入一席亞軍。2016年7月30日，蔣嘉琦憑策騎Nodoubtaboutit獲勝，取得她在澳洲的首場頭馬勝仗。

### 2016/2017年度馬季
2016年11月9日，蔣嘉琦於跑馬地馬場第六場賽事憑策騎姚本輝馬房的「包裝騎士」，取得在港第四十五場頭馬勝仗，日後所獲減磅調低至五磅。
2016年12月27日，蔣嘉琦於沙田馬場第十場賽事憑策騎葉楚航馬房的「旅遊首席」，取得個人在港第五十場頭馬勝仗。
2017年3月23日，蔣嘉琦於杜拜舉辦的首屆穆罕默德酋長卓越賽馬頒獎典禮中獲得「最受歡迎人物獎」，此獎項由全世界馬迷一人一票透過社交平台投選出得獎者。蔣嘉琦憑去年4月10日於沙田馬場賽馬日中取得四捷，獲最多馬迷認可，贏得殊榮。2017年3月31日，蔣嘉琦於美國加州荷李活杜比影院HH Sheikha Fatima Bint Mubarak達利獎的頒獎典禮上榮膺「最佳女見習騎師」，再度揚威海外。雖然蔣嘉琦多次在海外獲獎，但她在這季亦遇上了不少挫折，當中部份事件更惹起爭議。蔣嘉琦在這季多次因陣上犯規而被罰停賽，而她於5月10日第五場賽事策騎大熱門「獻惑」期間，出閘後因未能約束馬匹，致使坐騎在初段大幅領放，轉入直路後開始墮退，並在直路上轉弱，最終只能跑獲第九名。蔣嘉琦其後被香港賽馬會競賽小組召見，告誡她應確保其策騎方式將使坐騎有機會以最佳的走勢衝刺，而其策騎該駒的方式亦未達香港騎師應有的水準。2017年5月21日，蔣嘉琦在沙田馬場第十場賽事策騎「上利多」期間於直路上的處理方法再度引起爭議，更被香港賽馬會競賽小組就事件進行研訊。競賽小組後來向她作出了指控，指她未有採取一切合理而又可容許的措施，確保給予「上利多」十足爭勝機會，或取得最佳名次。蔣嘉琦不承認指控，獲競賽小組准許將研訊押後，讓她有機會為抗辯作出準備。2017年6月7日，香港賽馬會競賽小組經考慮所有證供後，裁定指控成立，最終她被判罰停賽七個賽馬日。
此外，蔣嘉琦亦於季內一度捲入服用禁藥風波，事緣她在2017年4月9日賽後提供的尿液樣本中，經化驗後發現甲基麻黃碱的含量超出了香港賽馬會賽事規例及指示第44條所規定的限度。事後蔣嘉琦向香港賽馬會受薪董事小組解釋她早前曾服用藥物治療流感而導致藥檢不合格，結果她仍被判罰停賽一天。
2017年7月4日，蔣嘉琦在瑞典布魯園馬場參加首屆女騎師純種馬世界錦標賽。雖然她當天沒有任何頭馬進帳，但仍取得亞季殿各一不俗的成績，最終以第四名完成賽事。
2016-2017年度馬季，蔣嘉琦合共取得21場頭馬勝仗，在港累積頭馬達58場。

### 健康理由，宣佈掛靴
2017-2018年度馬季展開前，蔣嘉琦因左手中指韌帶舊患復發，在接受專科醫生檢查後，醫生認為她須暫停策騎。 2018年1月8日，蔣嘉琦在社交網站表示她在過去半年長期受手指、背部和膝部的傷患困擾，基於健康理由，以及經仔細考慮日後個人前途發展後，她決定放下策騎事業。蔣嘉琦亦在聲明中感謝香港賽馬會、見習騎師訓練學校校長陳念慈以及其師傅呂健威給予的所有支持和幫助，而呂健威亦大讚蔣嘉琦是他所教的最出色徒弟，並以她為榮。蔣嘉琦在港上陣期間，合共勝出58場頭馬，成為在港上陣贏得最多頭馬的女將。她在港短短兩季從騎生涯已贏得接近六千萬獎金，而其生涯最後一場頭馬在2017年7月16日馬季煞科日，於沙田馬場憑策騎葉楚航馬房的「慷慨寶」取得。 

## 成就
- 香港最受歡迎騎師 - (1) - (2015/2016年度馬季)
- 告東尼獎 - (1) - (2015/2016年度馬季)
- 首屆穆罕默德酋長卓越賽馬頒獎典禮「最受歡迎人物獎」 - (1) - (2017年3月)
- 達利獎「最佳女見習騎師」 - (1) - (2017年4月)
- 在港上陣贏馬最多的女騎師
- 首位單日取得四捷的女騎師
- 首位勝出「騎師王」的女騎師
- 首位以見習生身份連續於11次賽事皆有頭馬進帳的騎師

## 在港策騎成績
| 年度        | 冠 | 亞 | 季 | 殿 | 第五 | 出賽次數 | 所贏獎金（港元） | 備註                    |
| ----------- | -- | -- | -- | -- | ---- | -------- | ---------------- | ----------------------- |
| 2015 - 2016 | 37 | 40 | 26 | 25 | 29   | 319      | $ 34,408,800     | 策騎首季 (告東尼獎得主) |
| 2016 - 2017 | 21 | 28 | 25 | 26 | 27   | 395      | $ 25,503,037     | 第2季                   |
| 總計        | 58 | 68 | 51 | 51 | 56   | 714      | $ 59,911,837     |                         |

## 在港策騎資料
|                      | 日期           | 賽事                      | 場地 | 馬場     | 馬名     | 練馬師 | 名次 | 獨贏賠率 |
| -------------------- | -------------- | ------------------------- | ---- | -------- | -------- | ------ | ---- | -------- |
| 初出賽               | 2015年9月6日   | 第四班 - 1200米           | 草地 | 沙田馬場 | 尊皇速龍 | 呂健威 | 6    | 32       |
| 首勝利               | 2015年10月10日 | 第四班 - 1200米           | 泥地 | 沙田馬場 | 頌友     | 徐雨石 | 1    | 4.9      |
| 級際賽初出賽         | 2016年6月19日  | 三級賽 - 1800米（精英碟） | 草地 | 沙田馬場 | 人強馬勁 | 苗禮德 | 6    | 6.5      |
| 級際賽首勝利         | 不適用         |                           |      |          |          |        |      |          |
| 一級賽初出賽         |                |                           |      |          |          |        |      |          |
| 一級賽首勝利         |                |                           |      |          |          |        |      |          |
| 四歲系列經典賽初出賽 |                |                           |      |          |          |        |      |          |
| 四歲系列經典賽首勝利 |                |                           |      |          |          |        |      |          |

## 轉職馬販
蔣嘉琦掛靴退役後，在賽馬行業另一崗位闖出一片天地。
她於2018年成立自己的公司「蔣嘉琦賽馬事業有限公司」，其中一項業務為馬販，專職為馬主們挑選、引入及管理優質賽駒，其中呂健威旗下的「好好學習」、「自力更生」、「自己話事」、「做好自己」在港上陣取得不俗成績，便是由她引進的賽駒。之後成功申請成為馬會會員，及後加入賽馬團體成為馬主•

## 個人生活
2023年7月23日，蔣嘉琦於個人社交網站宣佈喜訊，其男友在瑞士與其度假期間求婚成功，兩人於2024年3月正式結婚。

## 外部連結
- 騎師資料 蔣嘉琦 （页面存档备份，存于）
- 蔣嘉琦的Instagram帳戶
- 蔣嘉琦賽馬事業有限公司網站 （页面存档备份，存于）